# Кейзер (Арканзас)
Кейзер (англ. Keiser) — город, расположенный в округе Миссисипи (штат Арканзас, США) с населением в 808 человек по статистическим данным переписи 2000 года.

## География
По данным Бюро переписи населения США Кейзер имеет общую площадь в 1,04 квадратных километров, водных ресурсов в черте населённого пункта не имеется.
Город Кейзер расположен на высоте 70 метров над уровнем моря.

## Демография
По данным переписи населения 2000 года в Кейзере проживало 808 человек, 230 семей, насчитывалось 303 домашних хозяйств и 334 жилых дома. Средняя плотность населения составляла около 897,8 человек на один квадратный километр. Расовый состав Кейзера по данным переписи распределился следующим образом: 92,45 % белых, 4,46 % — чёрных или афроамериканцев, 1,73 % — коренных американцев, 0,37 % — представителей смешанных рас, 0,99 % — других народностей. Испаноговорящие составили 2,85 % от всех жителей города.
Из 303 домашних хозяйств в 32,3 % — воспитывали детей в возрасте до 18 лет, 62,7 % представляли собой совместно проживающие супружеские пары, в 8,6 % семей женщины проживали без мужей, 23,8 % не имели семей. 20,8 % от общего числа семей на момент переписи жили самостоятельно, при этом 11,9 % составили одинокие пожилые люди в возрасте 65 лет и старше. Средний размер домашнего хозяйства составил 2,67 человек, а средний размер семьи — 3,05 человек.
Население города по возрастному диапазону по данным переписи 2000 года распределилось следующим образом: 26,5 % — жители младше 18 лет, 6,2 % — между 18 и 24 годами, 28,0 % — от 25 до 44 лет, 26,1 % — от 45 до 64 лет и 13,2 % — в возрасте 65 лет и старше. Средний возраст жителей составил 38 лет. На каждые 100 женщин в Кейзере приходилось 92,8 мужчин, при этом на каждые сто женщин 18 лет и старше приходилось 94,1 мужчин также старше 18 лет.
Средний доход на одно домашнее хозяйство в городе составил 35 517 долларов США, а средний доход на одну семью — 36 940 долларов. При этом мужчины имели средний доход в 27 679 долларов США в год против 19 500 долларов среднегодового дохода у женщин. Доход на душу населения в городе составил 14 769 долларов в год. 10,4 % от всего числа семей в населённом пункте и 10,8 % от всей численности населения находилось на момент переписи населения за чертой бедности, при этом 9,7 % из них были моложе 18 лет и 21,8 % — в возрасте 65 лет и старше.